# HD 172781
HD 172781，又名CP-57 9180，SAO 245681、HR 7022，是一颗恒星，视星等为6.22，位于銀經338.92，銀緯-21.66，其B1900.0坐标为赤經18h 36m 55s，赤緯-56° -21.66′ 51″。